# Ben Swain
Benjamin William Oliver „Ben“ Swain (* 31. März 1986 in Welwyn Garden City) ist ein britischer Wasserspringer. Er startet für das Team City of Sheffield Diving Club in den Disziplinen Kunst- und Synchronspringen. In Synchronwettbewerben springt er an der Seite von Nick Robinson-Baker.
Er nahm an den Olympischen Spielen 2008 in Peking teil. Im 3-m-Synchronspringen wurde er Siebter, im 3-m-Einzelwettbewerb schied er als 26. im Vorkampf aus.
Bei den Weltmeisterschaften 2009 in Rom wurde er mit Robinson-Baker erneut Siebter im Synchronwettbewerb. Außerdem erreichte das Duo einen siebten Rang bei den Europameisterschaften 2008 in Eindhoven. Sein bestes Einzelresultat war bislang ein 14. Rang bei den Europameisterschaften 2006.
Bei den Commonwealth Games 2006 in Melbourne wurde Swain vom 1-m-Brett Sechster und vom 3-m-Brett Siebter.
Zwischen 2006 und 2009 gewann er insgesamt sechs Titel bei Britischen Meisterschaften.